# Necyria incendiaria
Necyria incendiaria is een vlinder uit de familie van de prachtvlinders (Riodinidae). De wetenschappelijke naam van de soort is voor het eerst geldig gepubliceerd in 1907 door Thieme.